# Stadtbahn van Duisburg
De Stadtbahn van Duisburg is een lightraillijn die de ruggengraat vormt van het openbaar vervoer in de Duitse stad Duisburg. Het is een sneltramlijn (Duits: Stadtbahn) die in het stadscentrum grotendeels in tunnels ligt en daarbuiten op maaiveld en daar vooral gebruikmaakt van vrije banen. Zowel de Stadtbahnlijn als beide tramlijnen worden verzorgd door het vervoersbedrijf Duisburger Verkehrsgesellschaft (DVG).

## Kenmerken
De lijn ging van start in 1980 als lijn 79 maar kent een lange geschiedenis als de D-lijn. Van 1969-1977 werd vier kilometer van de tramlijn in het zuidelijke deel van Duisburg omgebouwd tot stadtbahnnormen. Dit gebeurde door het deel via een viaduct te leiden inclusief enkele verhoogde stations tussen het Waldfriedhof en de Kesselsberg. Het verkeersknooppunt bij de halte Sittardsberg werd op een verhoogd niveau gebouwd om een onderdoorgang met een geïntegreerd station mogelijk te maken. Het spookstation Angerbogen werd nooit in gebruik genomen en de U79 rijdt er zonder te stoppen doorheen. 
Sinds 1988 is de lijn onderdeel van de stadtbahn als lijn U79. Door sociale onveiligheid werden een aantal stations naderhand grondig verbouwd of verplaatst naar het maaiveld.
Deze Stadtbahn-lijn U79 bereikt ook Düsseldorf en de expoitatie gaat dan ook in samenwerking met de Rheinbahn, het vervoerbedrijf van Düsseldorf. Voor dit doel heeft de DVG 16 stadtbahntrams type B in dienst, in 1983 en 1984 zijn er 18 geleverd. In 2020 zijn 18 nieuwe voertuigen besteld van het type Avenio HF, in een gezamenlijke bestelling met de Rheinbahn.
De deels in 1992 geopende tunnel onder het centrum en de rivier de Ruhr heeft zes ondergrondse stations voor de U79, maar ook vier stations voor de enige twee tramlijnen van Duisburg: de 901 en de 903. Bijzonder aan beide lijnen is dat ze elkaar twee keer kruisen en elk een lange uitloper heeft, de 901 bereikt Mülheim en de 903 Dinslaken.

## Galerij

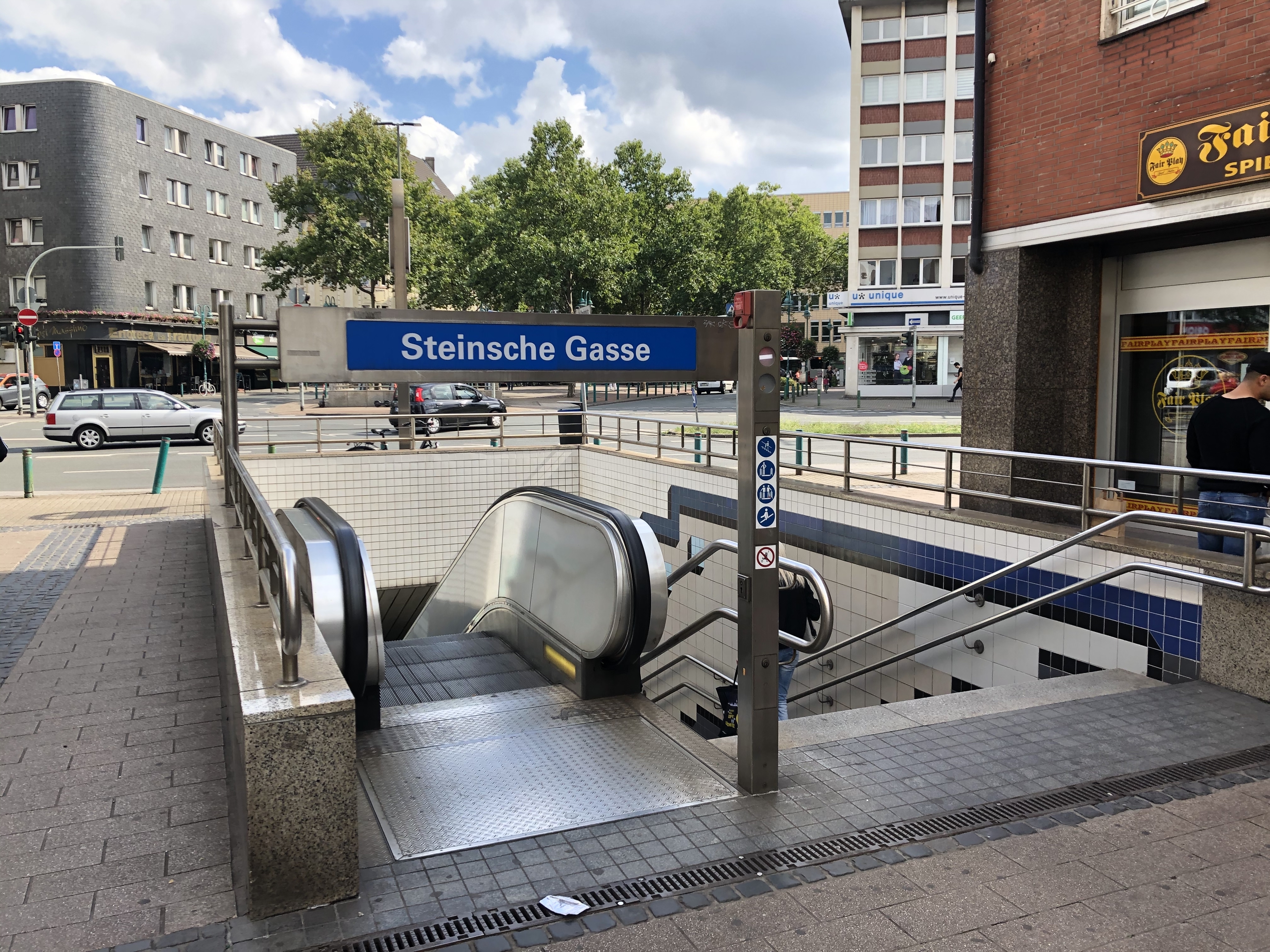
Entree van station Steinsche Gasse
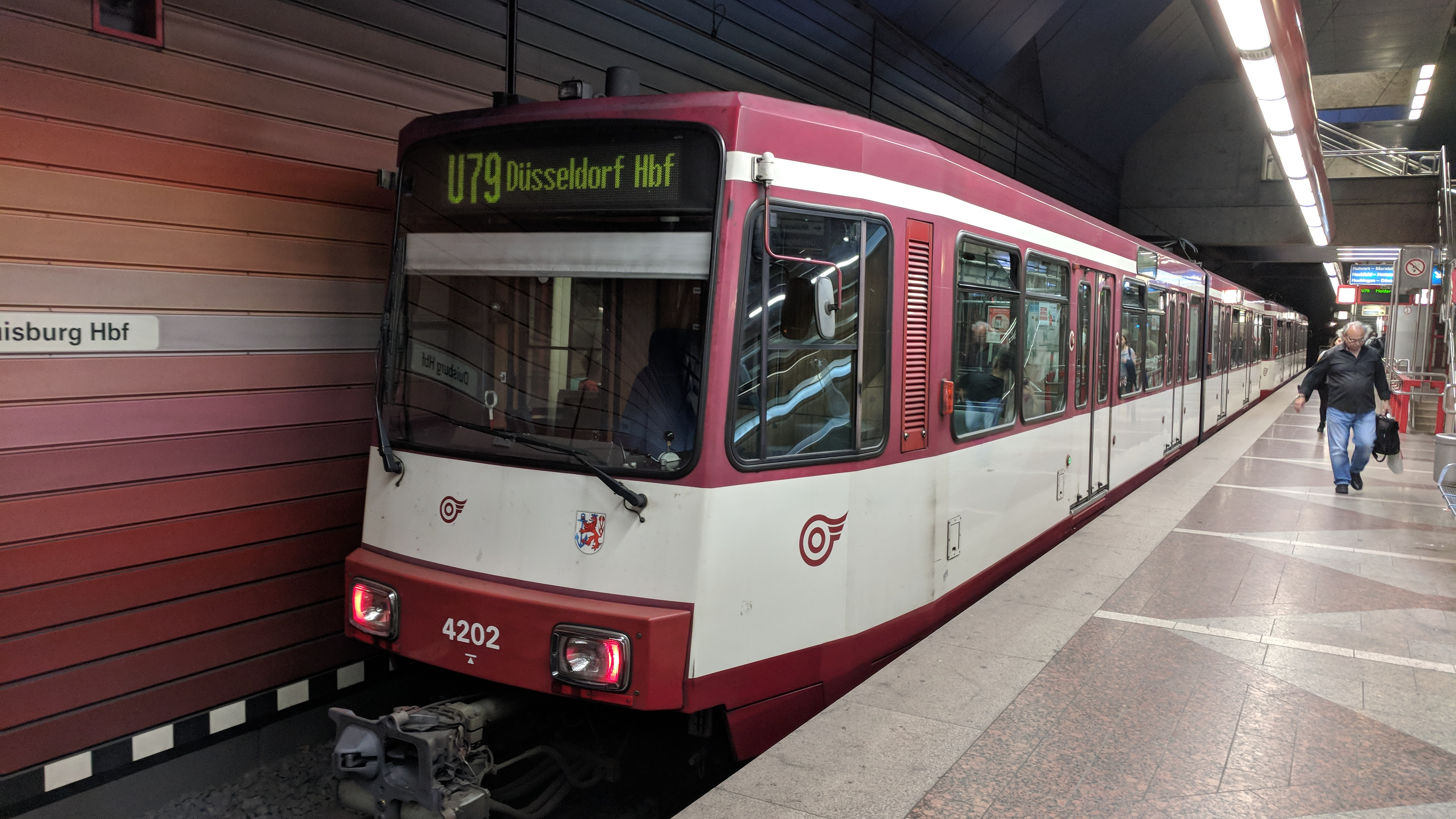
Voertuig van de Rheinbahn in Duisburg